# Fossbergom
Fossbergom este o localitate situată in partea de sud a Norvegiei, în provincia Innlandet. Este localitatea de reședință a comunei Lom. Are o suprafață de 1,42 km² și o populație de 826 locuitori (2013). Localitatea își trage numele de la cascada Prestfossen, de pe râul Bøvra, localizată în apropierea așezării. În localitate se află  o biserică de lemn construită între secolele al XII-lea și al XIII-lea, precum și Muzeul Norvegian al Muntelui (Norsk fjellmuseum).